# Fudži (závodní okruh)
Fuji International Speedway je závodní okruh, který se nachází ve městě Ojama na úpatí hory Fudži, v prefektuře Šizuoka, v Japonsku. Na tomto přebudovaném okruhu se o víkendu od 28. do 30. září jela GP Japonska 2007.
V letech 1976 a 1977 se zde ještě na staré trati jel závod formule 1.

## Historie

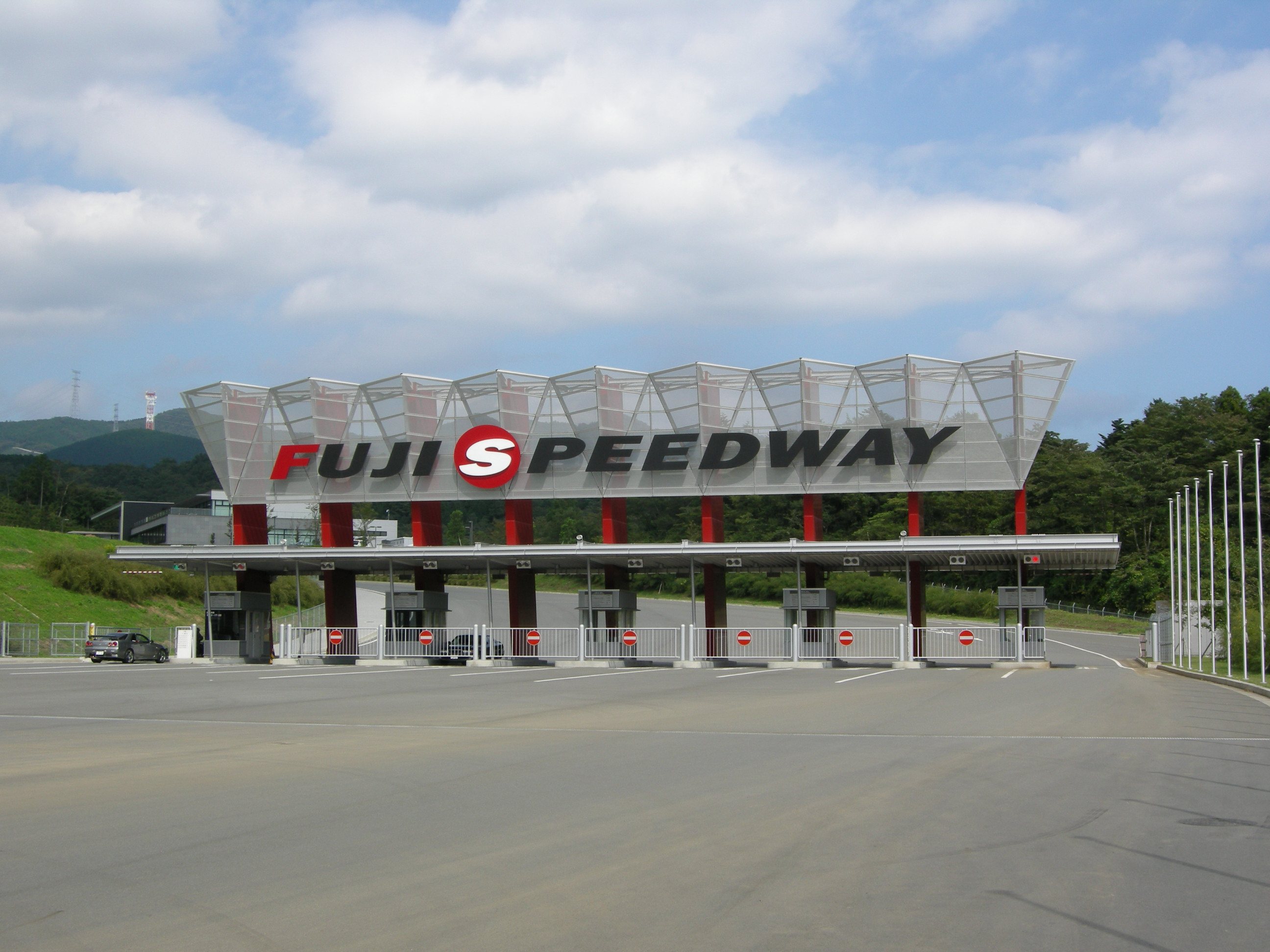

Tento okruh byl původně navržen jako 4 km (2,5 míle) dlouhá trať se dvěma klopenými zatáčkami, tzv. superspeedway (jako je dnešní okruh v Daytoně), ale kvůli nedostatku financí tento projekt nemohl být dokončen, avšak jedna klopená zatáčka byla postavena. Přestavěný okruh, jehož součástí byla tato klopená zatáčka, byl otevřen v prosinci roku 1965. Ukázalo se však, že je poněkud nebezpečný a to hlavně díky své klopené zatáčce, ve které docházelo k mnoha nehodám. Později byla trať přebudována, čímž byl tento problém vyřešen.
Na konci sezony 1976 se zde jel první závod formule 1 v Japonsku a zároveň to byl poslední závod této sezony. Závod měl dramatickou zápletku v podobě souboje o titul mistra světa mezi Jamesem Huntem a Niki Laudou. Navíc na trati panovaly nebezpečné podmínky v podobě přívalů deště, díky kterým se prakticky rozhodlo o titulu mistra světa, který získal James Hunt. Závod vyhrál s náskokem jednoho kola na druhého v pořadí, Mario Andretti na Lotusu, James Hunt skončil na třetím místě a Niki Lauda vzdal závod, právě kvůli nebezpečným povětrnostním podmínkám. V příštím roce už nebylo tolik důvodu k oslavám, a to kvůli havárii vozu Gillese Villeneuvea, který usmrtil dva diváky. O deset let později se formule 1 na japonské ostrovy vrátila. Ale už ne do Fudži, ale na novou trať do Suzuky.

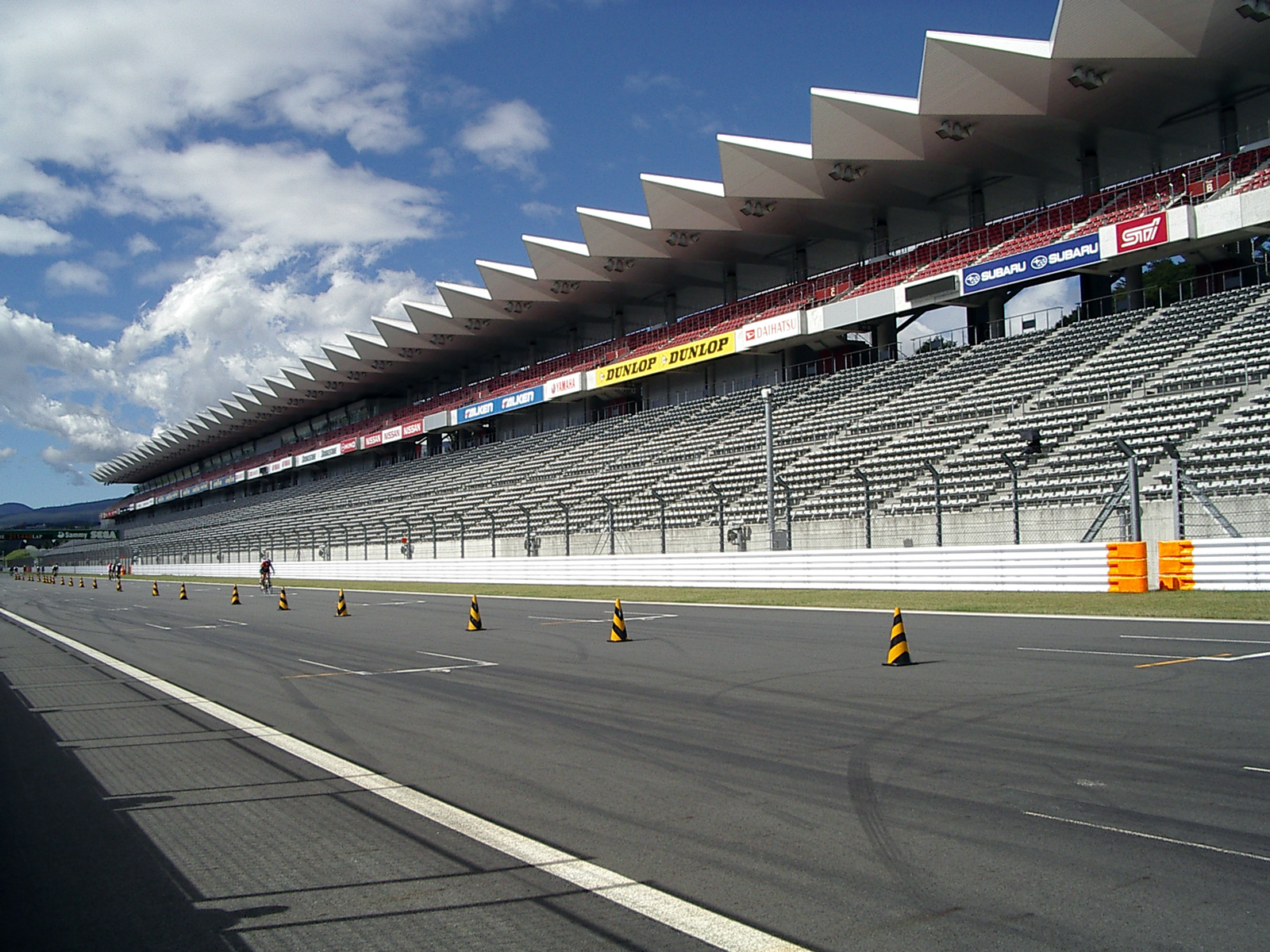
Hlavní tribuna

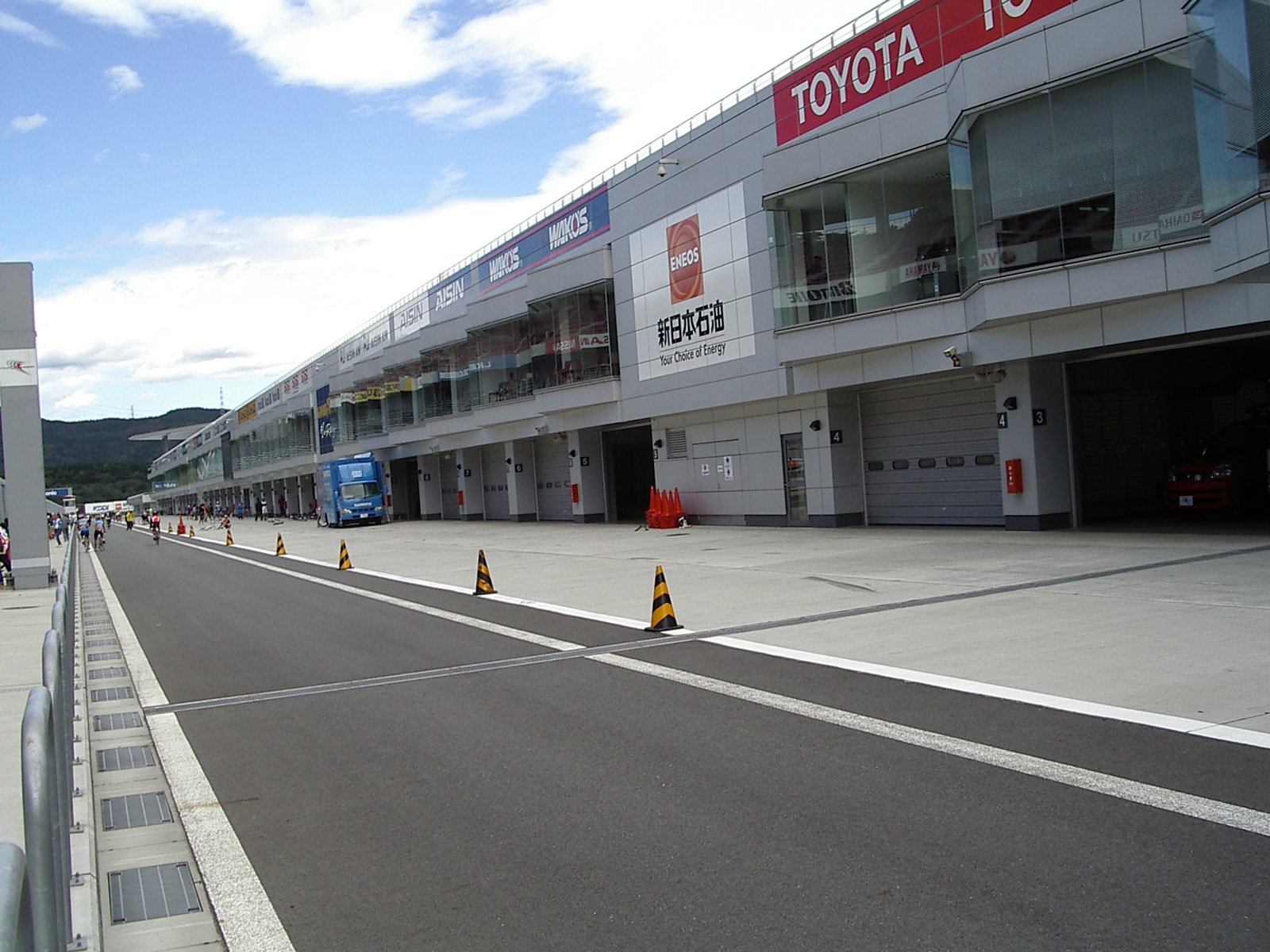
Pitlane

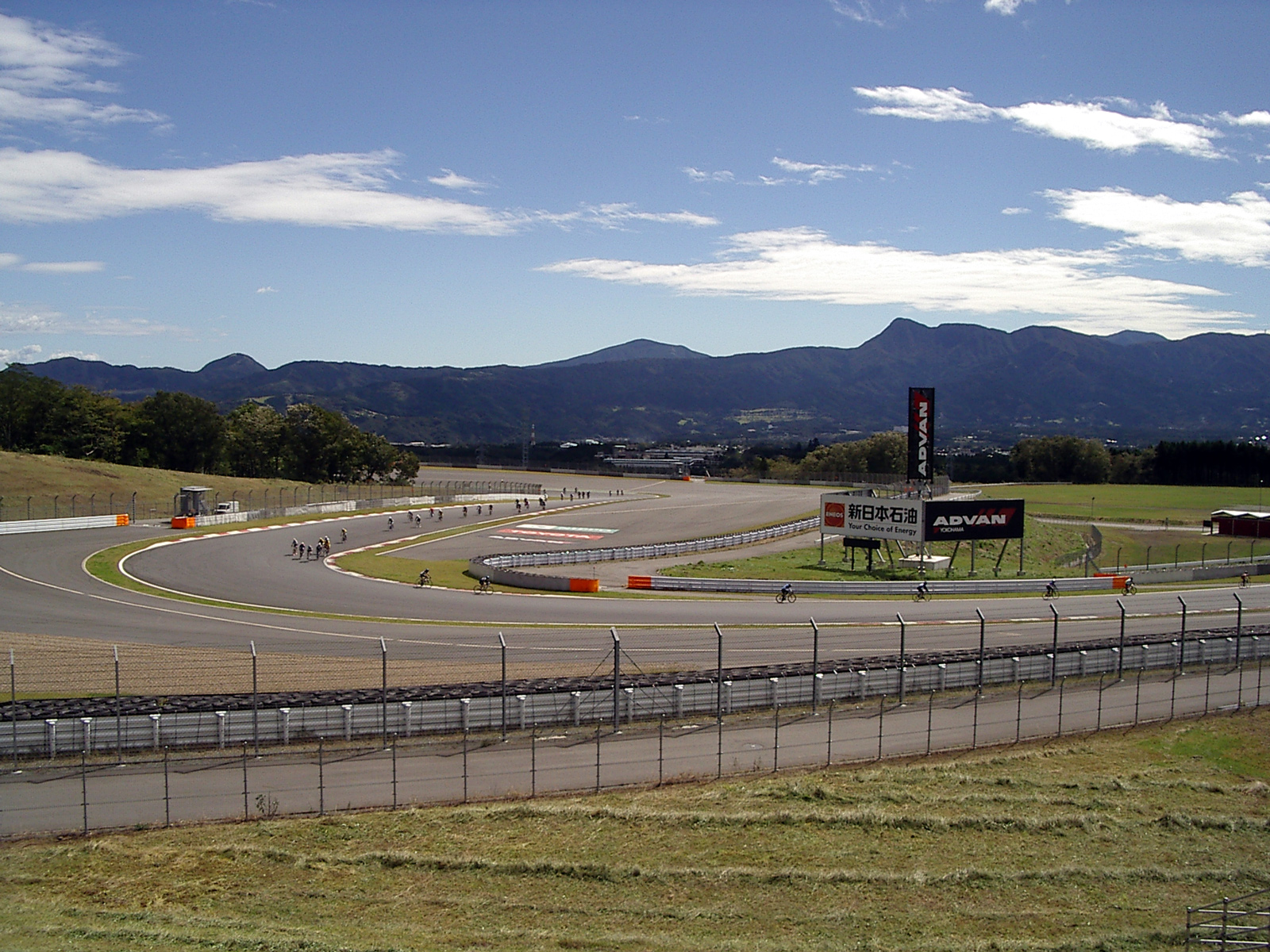
5. zatáčka, Hairpin Corner

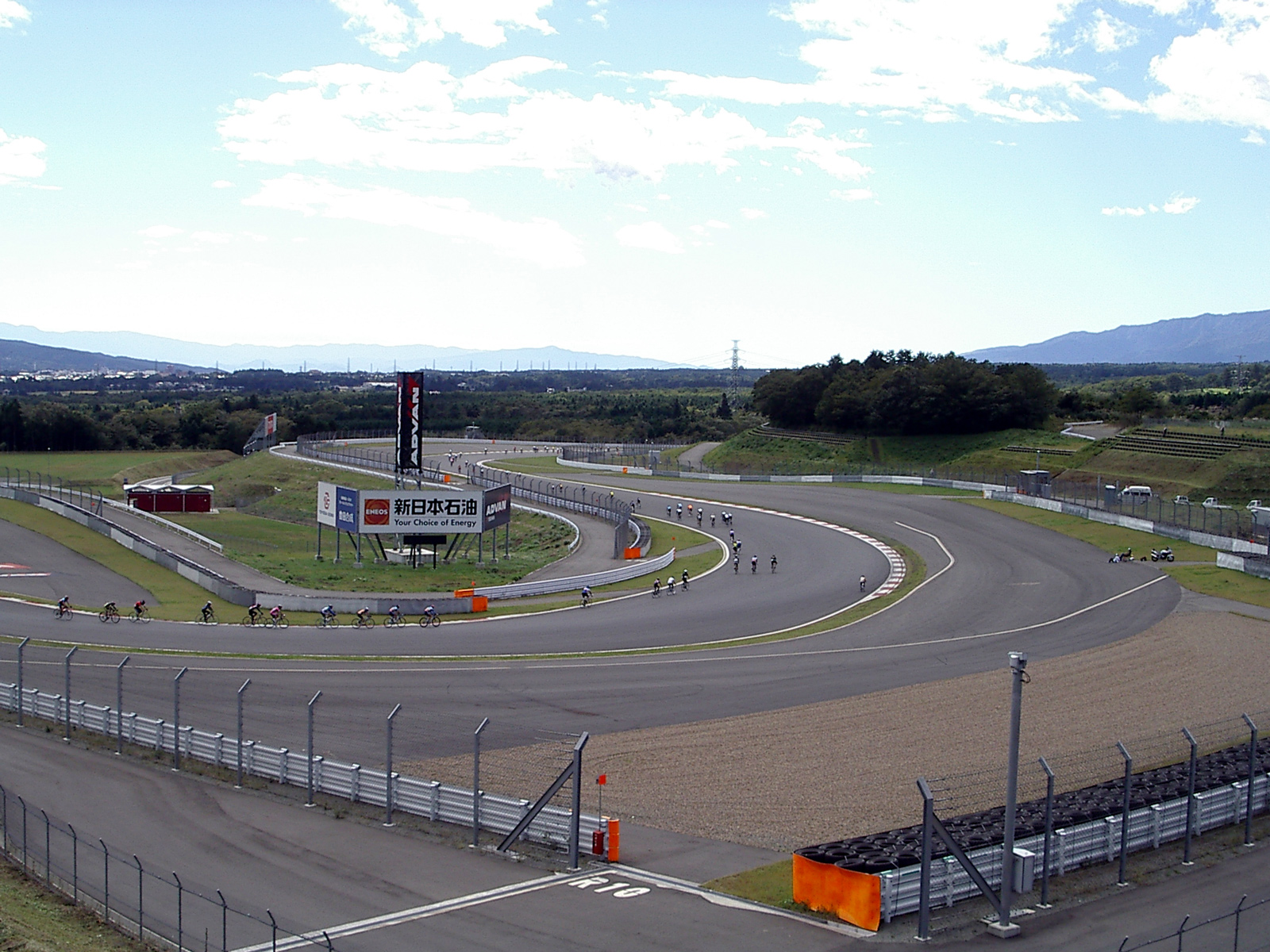
5. zatáčka, Hairpin Corner

Fudži však zůstala i nadále populární, díky závodům sportovních vozů a byly zde pořádány pouze japonské národní závody. Postupem času se trať stala velice rychlou a také trochu nebezpečnou. Z tohoto důvodu byly na okruhu vybudovány dvě zpomalovací šikany. Jedna hned za první ostrou zatáčkou, druhá na začátku velmi dlouhé a rychlé poslední zatáčky (300R). Ale hlavní dominanta trati, téměř 1,5 km dlouhá startovní a cílová rovinka, byla zachována.
Na podzim roku 2000 koupila trať společnost Toyota. O tři roky později byla trať uzavřena a přestavěna podle návrhů Hermanna Tilkeho. Trať byla znovu otevřena 10. dubna 2005. V roce 2007 se zde znovu pojede závod formule 1, Grand Prix Japonska, která se v předchozích letech jezdila na okruhu v Suzuce.

## Formule 1
| No. | Rok  | Jezdec          | Konstruktér | Motor    | Pneu | Čas           | Délka kola | Počet kol | Rychlost     | Datum     |
| --- | ---- | --------------- | ----------- | -------- | ---- | ------------- | ---------- | --------- | ------------ | --------- |
| 1   | 1976 | Mario Andretti  | Lotus       | Cosworth | G    | 1:43:58,860 h | 4,359 km   | 73        | 183,615 km/h | 24. říjen |
| 2   | 1977 | James Hunt      | McLaren     | Cosworth | G    | 1:31:51,680 h | 4,359 km   | 73        | 207,840 km/h | 23. říjen |
|     |      |                 |             |          |      |               |            |           |              |           |
| 3   | 2007 | Lewis Hamilton  | McLaren     | Mercedes | B    | 2:00:34,579 h | 4,563 km   | 67        | 152,130 km/h | 30. září  |
| 4   | 2008 | Fernando Alonso | Renault     | Renault  | B    | 1:30:21,842 h | 4,563 km   | 67        | 202,790 km/h | 12. říjen |

## Verze okruhu

Trať od roku 1976
Trať od roku 2007